# Iahnie
Un  iahnie (del turc yahni o del búlgar iahnija) és un estofat tradicional romanès, normalment de mongetes. S'acostuma a servir amb carn fumada o salsitxes.

## Preparació i posada en plat
Cal no confrondre el plat amb el puré de mongetes (fasole bătută).
Es posen en remull les mongetes una nit abans. L'endemà es posen a bullir en 2-3 vegades més d'aigua, i s'hi afegeix 1/2 culleradetes de hidrogencarbonat de sodi. S'ofega en oli la ceba i la pastanaga i a continuació s'hi afegeix el brou. S'aboca a les mongetes quan tot estigui ben cuit.
S'acostuma a servir acompanyat de murături (verdures adobades).